# ابن عقيل الظاهري
ابن عَقِيل الظاهري، أبو عبد الرحمن محمد بن عمر العقيل (ولد 1357هـ / 1938م)، عالم سعودي سلفي ظاهري، عالم بالقرآن وتفسيره، وفقيه وأصولي ومتقن لعلم الكلام والفلسفة، وأديب كاتب. له عناية بآثار ابن حزم الأندلسي. ويعتبر شيخ أهل الظاهر من المعاصرين.
وسبب نسبته (الظاهري) لانتسابه للمدرسة الظاهرية التي يتمسَّك أتباعها بالكتاب والسنَّة وَفقَ منهج ابن حزم، وينبذون الرأي كله من قياس واستحسان.[بحاجة لمصدر مستقل]

## ولادته وتحصيله
ولد أبو عبد الرحمن، محمد بن عمر بن عبد الرحمن بن عقيل (المعروف بأبي عبد الرحمن ابن عقيل الظاهري) في مدينة شقراء في إقليم الوشم بمنطقة نجد من المملكة العربية السعودية عام 1357هـ / 1938م.
تلقى تعليمه الأولي في الكتاتيب في شقراء، وحصل بعدها على شهادة الثانوية العامة من معهد شقراء العلمي. درس في جامعة الإمام محمد بن سعود الإسلامية وتخرج من كلية الشريعة. واصل تعليمه العالي في المعهد العالي للقضاء في مدينة الرياض حيث نال درجة الماجستير في علم التفسير.

## عمله
- عمل في إمارة المنطقة الشرقية بالدمام، ثم في ديوان الموظفين العام عام 1381هـ، ثم انتقل إلى ديوان الموظفين العام، ثم عمل مديراً للخدمات في الرئاسة العامة لتعليم البنات، ثم مستشارًا شرعيًا في وزارة الشئون البلدية والقروية، ثم مديرًا للإدارة القانونية بالوزارة ذاتها.
- عمل مستشارًا في مكتب الأمير نايف بن عبدالعزيز آل سعود عام 1416هـ.[5]

### العمل الإعلامي والثقافي
- بدأ الكتابة في الصحافة منذ عام 1959م.[7]
- عمل رئيسًا للنادي الأدبي في الرياض لمدة أربع سنوات من عام 1398هـ إلى عام 1404هـ.[8]
- رأس تحرير مجلة التوباد.
- رأس تحرير مجلة الدرعية التي يملك امتيازها.[9]
- عضو مراسلًا في مجمع اللغة العربية بالقاهرة.
- أسس دار ابن حزم للنشر في الرياض عام 1415هـ وأغلقت عام 1437هـ.[10]

## شيوخه
تتلمذ ابن عقيل الظاهري على مجموعة من العلماء، من أشهرهم:
- الشيخ عبد العزيز بن باز
- الشيخ عبد الله بن حميد
- الشيخ أبو تراب الظاهري

## مؤلفاته
تجاوز عدد مؤلفات ابن عقيل الظاهري 200 كتاب في اللغة والأدب والفلسفة والفن وعلوم الشريعة والتاريخ إلى جانب التحقيق، منها:
1. (شعب بوان). 1974م.
2. (شليويح العطاوي العتيبي، أبو ضيف الله). 1974م.
3. (قضاء الصلاة.. المتروكة عمدًا). 1974م.
4. (ساحة الملوك). 1975.
5. (رسالتان: طبقات المجتهدين) لابن كمال باشا - علم البحث والمناظرة لطاش كبري زاده [تحقيق]. 1977م.
6. (خلاصة في أصول الإسلام وتاريخه: رسالتان جديدتان لابن حزم الأندلسي) [تحقيق]. 1977م.
7. (فتيا في ذم الشبابة والرقص والسماع) موفق الدين محمد عبد الله أحمد قدامة [تحقيق]. 1977م.
8. (القصيدة الحديثة وأعباء التجاوز: دراسة تطبيقية لأصول الالتزام والشرط الجمالي). 1978م.
9. (الفناء الباقي في رباعيات الخيام وغرامه، أو فلسفة الكوز). 1978م.
10. (أصول الرمز في الشعر الحديث). 1979م.
11. (رسالة الألوان) علي بن أحمد بن حزم الأندلسي [تحقيق بالاشتراك مع آخرين]. 1979.
12. (النغم الذي أحببته). 1979م.
13. (من أشعار الدواسر) محبوب بن سعد بن مدوس الفصام الدوسري [تحقيق]. 1980م.
14. (بنو هلال أصحاب التغريبة في التاريخ والأدب) [بالاشتراك مع د. عبد الحليم عويس]. 1981م
15. (التذكرة) لأبي عبدالله محمد بن أبي نصر الحميدي [تحقيق]. 1981م.
16. (اللغة العربية بين القاعدة والمثال). 1981م.
17. (تحرير بعض المسائل على مذهب الأصحاب). 1981م.
18. ابن حزم خلال ألف عام. 1982م.
19. (تصورات أولية). 1982م.
20. (الذهب المسبوك في وعظ الملوك) تأليف أبي عبد الله محمد بن أبي نصر الحميدي [تحقيق]. 1982م.
21. (هموم عربية في البيئة والثقافة والحضارة). 1982م.
22. (تاريخ نجد في عصور العامية: ديوان الشعر العامي بلهجة أهل نجد) صدر في خمسة أجزاء 1982م.[12]
23. (أنساب الأسر الحاكمة في الأحساء) صدر في مجلدين. 1983م.
24. (آل الجرباء في التاريخ والأدب). 1983م.
25. (هكذا علمني وردزورث). 1983م.
26. (العجمان وزعيمهم راكان بن حثلين) صدر 1983م.[13]
27. (تحقيق المذهب) لأبي الوليد الباجي [تحقيق]. 1983م.
28. (الشروح والتعليقات على كتب الأحكام الصغرى والوسطى والكبرى). 1983م.
29. (نوادر الإمام ابن حزم) صدر في مجلدين. 1983-1984م.
30. (الذخيرة من المصنفات الصغيرة) الجزء الأول. 1984م.
31. الفنون الصغرى. 1985م.
32. (الالتزام والشرط الجمالي). 1987م.
33. (مسائل من تاريخ الجزيرة العربية). 1991م.
34. (المرأة وذئاب تخنق ولا تأكل). 1991م.
35. (تضعيف حديث: دخول الجنة بجواز من الرحمان سبحانه وتعالى). 1991م.[14]
36. البكاء المبرور وما لا ينبغي من التباكي. 1991.
37. تاء القسم ودلالتها: معناها في ذاتها ومع غيرها. 1991.
38. (تباريح التباريح: سيرة ذاتية ومذكرات). 1992م.
39. (التفريغ أولًا.. والتغيير ثانيًا، أو الهوية العربية بين زوابع الابتلاء). 1992م.
40. (أوزان الشعر العامي بلهجة أهل نجد والإشارة إلى بعض ألحانه). 1992م.
41. (شيء من العبث الصوفي). 1992م.[15]
42. الحباء من العيبة غب زيارتي لطيبة. 1992.
43. قيء المغتاب. 1993م.
44. لغة العرب ورئيس كتبتها أنستاس الكرملي: دراسة تاريخية وكشاف موضوعي [بالاشتراك مع أمين سيدو]. 1993.
45. (البرهان على تحسين حديث سلمان رضي الله عنه). 1993م.
46. (أنابيش تراثية: جولة مع بعض كتب التراث ومؤلفيها). 1993م.
47. (معركة العامية). 1993م.
48. (العقل الأدبي). 1993م.
49. (ملاعبة الصيد). 1993م.
50. (لن تلحد) صدر عام 1983. وهو رد على عبد الله القصيمي.[16]
51. (الشعر في البلاد السعودية في الغابر والحاضر). 1983م.
52. تخريج حديث «لا صلاة للفذ خلف الصف». 1994م.
53. (ليلة في جاردن سيتي وسويعات بعدها أو قبلها: حوار مع عبد الله القصيمي) صدر عام 1994.[17]
54. (جدلية العقل الأدبي) صدر عام 1994.[18]
55. (العقل اللغوي). 1994م.
56. (جدلية العقل في الفكر والعبودية). 1994م.
57. (شيء من التباريح: سيرة ذاتية.. وهموم ثقافية). 1995.
58. يا ساهر البرق لأبي علاء المعري (تحليل وتفسير). 1995م.
59. (تعليم الصبيان والمبتدئين: رسالة في النحو مختصرة) مؤلف مجهول [تحقيق]. 1995م.
60. (من هموم القرية: أربع قصص من البيئة النجدية). 1995م.
61. (حي ميري). 1995م.
62. (بطلان حديث من عشق فعف). 1995م.
63. (كتب الفهارس والبرامج: واقعها وأهميتها). 1995م.
64. (أبو نصر الفارابي: دارسة لجوانب من علمه وببليوجرافيا بآثاره وما كتبه عنه المعاصرون) [بالاشتراك مع أميد سيدو]. 1995م.
65. (جزء ابن الجلابي) لأبي عبدالله محمد بن علي ابن الجلابي [تحقيق]. 1996م.
66. (مسند بلال بن رباح رضي الله عنه) لأبي علي الزعفراني [تحقيق]. 1996م.
67. (الحق الطبيعي وقوانينه). 1996م.[19]
68. (ابن لعبون حياته وشعره: قراءة جديدة، وتدوين جديد لترجمة ابن لعبون وشعره). 1997م.
69. (معادلات في خرائط الأطلس) ديوان شعر. 1997م.
70. (كيف يموت العشاق). 1997م.
71. (بدر شاكر السياب: دراسة نقدية لنماذج أو ظواهر فنية من شعره: وببليوجرافيا بآثاره وما كتب عنه) [بالاشتراك مع أمين سيدو]. 1997م.
72. (مبادئ في نظرية الشعر والجمال). 1997م.
73. (من أحكام الديانة: تأصيل مسائل المعرفة الشرعية وتحرير مسائل تطبيقه). 1998م.
74. (هموم سياسية). 1998م.
75. (مثير الوجد في أنساب ملوك نجد) راشد بن علي بن جريس الحنبلي [تحقيق]. 1999م.
76. (تخريج بعض المسائل على مذهب الأصحاب).
77. الإمتاع بنَسْقِ الذخائر عن بَشْقِ المسافر وأي أيام الأسبوع هو الآخِر؟
78. عبقرية ابن حزم.
79. نجاة الصغيرة: كتاب مفصّل ذو 70 صفحة؛ ذُكرت فيه ولادة نجاة الصغيرة، ونشأتها، وأهلها، وأغنياتها والملحنون.
80. (شيء من فلسفة ياسبرز).
81. (لبطة أبو عقيقة).[20]
82. (مراتب الجزاء يوم القيامة على ما جاءت به نصوص القرآن) لأبي عبدالله محمد بن أبي نصر الحميدي. [تحقيق].
83. (الإشارة والإيماء إلى حل لغز الماء) تأليف أبي محمد تقي الدين أحمد بن علي المقريزي [تحقيق].
84. خشوع الصحابة رضوان الله عليهم وأحوال مبتدعة.
85. خطبة الجمعة: نماذج من خطب الجمعة في التذكير بيوم القيامة وأثر الاستغفار. 2001.
86. (ديكارت بين الشك واليقين). 2001م.[21]
87. الدعاء رواية ودراية. 2001.
88. تحقيق بعض المشكل من حديث «الصيام جُنة». 2001م.
89. المعاني المستنبطة من سورة الفاتحة. 2002.
90. (المدخل إلى نظرية المعرفة). 2003م[22]
91. (معارك صحفية ومشاعر إخوانية وفوائد علمية). 2007م.[23]
92. (صورة ذهنية عند اللقاء الأول: ظاهري بالفطرة). 2008م.[23]
93. (آل إبراهيم الفضليون وبآخره نصوص من الرحلة الثمينة) صدر عام 2008.[24]

## تراجعه عن بعض الكتب
أبدى أبو عبد الرحمن ابن عقيل الظاهري ندمه على بعض الكتب التي أَلَّفها خلال مراحل حياته وقال عنها في حوار مع صحيفة الشرق الأوسط: «وكتابي (الحق الطبيعي الذي بُنِيت عليه القوانين الوضعية).. ودراسات لي فنية عن الغناء والمسرحيات والأفلام، وقد تراجعت عن بعضها بعد بلوغي هذه السِن، ولا أملك إحراقَها، وقد طُبِعتْ ونفدت وانتشرت بين الناس، ولا سيما كتاب (هكذا علمني وردزَورث)، وكتيب (النَّغمُ الذي أحْبَبْتُه)، وكتيبي (نظرات لاهية).. ولكنني أَبْرَأْتُ ذِمَّتِي بنقضي الأفكار التي كتبتها، والتَّنبيه عليها في إجازاتي الْمُطوّلة بعض الطُّلاب والأقرانِ والمشايخ».

## رأيه في الغناء
كان ابن عقيل في شبابه يبيح الاستماع إلى الأغاني، والتقى بمحمد عبد الوهاب، وألّف كتابًا من 70 صفحة في سيرة المغنية نجاة الصغيرة، وانتشر الكتاب وكثر نقّاده المادحون والذامّون، ثم تراجع عن رأيه بالغناء وقال: «تكفيرًا لما سوَّدتُه من أوراق خاسئة أُشهد الله، وملائكته، وحملة عرشه الكرام، وجميع خلقه- من غير جدال في تصحيح حديث وتضعيف آخر، بل الأمر تجربة نفسية- أن الغناء مهما كابر المكابرون يُقسِّي القلب، ويُعين على هجر القرآن الكريم وحديث رسول الله وسير الصالحين».

## تكريمه
- كرم في المؤتمر الثاني للأدباء السعوديين عام 1999م / 1419هـ.[28]
- كرمه نادي أدبي الرياض عام 1424هـ وأقام عنه ندوة أدبية بعنوان: (أبو عبد الرحمن بن عقيل وجهوده في خدمة الأدب والفكر والتراث)، وقد طبعت في كتاب عام 1431هـ.[29]
- اختير ليكون «شخصية العام» المكرمة في مهرجان الجنادرية (30) عام 1437هـ/2016م،[30] وذلك لما قدمه من مساهمة فاعلة في لحركة الفكرية والإبداعية في السعودية، وتتويجًا لمسيرته في مجال الكتابة والأدب.[31] كرمه الملك سلمان بن عبد العزيز آل سعود بمنحه وسام الملك عبد العزيز من الدرجة الأولى.[32]
- كرمه الأمير سعود بن نايف أمير المنطقة الشرقية حفل نظمه نادي الشرقية الأدبي عام 2016.[33]
- كرمه نادي الرياض الأدبي ضمن فعاليات معرض الكتاب الخيري الخامس عشر عام 2022.[8]

## الجوائز
- جائزة ومنحة الملك سلمان لتاريخ الجزيرة العربية في دورتها الرابعة (فرع جائزة المتميزين السعوديين) عام 2012م / 1433هـ.[34]
- جائزة «شخصية العام الثقافية» من مبادرة الجوائز الثقافية الوطنية في دورتها الثالثة 2023.[35]

## وصلات خارجية
- سيرة مختصرة لأبي عبد الرحمن ابن عقيل الظاهري مع ببليوجرافيا حصرية بآثاره المطبوعة، بقلم الدكتور أمين سليمان سيدو، مجلة الدرعية
- أبو عبد الرحمن ابن عقيل الظاهري، السيرة الذاتية، المجلة العربية